# José Moreno i Polo
José Moreno i Polo (La Hoz de la Vieja, Terol, 1708 - Madrid, 1774) organista i compositor espanyol, era germà del també músics Juan i Valero.
Dotat de gran disposició per a la música, estudià aquest art a Saragossa amb un notable aprofitament; després fou segon organista de la basílica del Pilar, i posteriorment aconseguí la plaça d'organista primer de la catedral d'Albarrasí (Terol). Allà s'ordenà de sacerdot, i més tard guanyà, mitjançant oposició, el magisteri de l'orgue de la Reial Capella de Madrid.
Entre les seves composicions musicals hi figuren 100 sonates, que restaren inèdites.